# (18373) 1991 RQ16
(18373) 1991 RQ16 là một tiểu hành tinh vành đai chính. Nó được phát hiện bởi Henry E. Holt ở Đài thiên văn Palomar ở Quận San Diego, California, ngày 15 tháng 9 năm 1991.